# Yandom
Yandom est un village de la Région du Littoral au Cameroun, situé dans la commune de Dibombari, sur la route qui part de Bwélélo.

## Population et développement
En 1967, la population de Yandom était de 185 habitants, essentiellement des Bakoko. Elle était de 28 lors du recensement de 2005.